# 百次的回忆
《百次的回忆》（韓語：백번의 추억）是韩国JTBC预计于2025年9月13日播出的电视剧，由《三十九》的导演金相镐与《認識的妻子》《浪漫速成班》的编剧楊熙勝合作打造，金多美、辛叡恩和許楠儁主演。

## 剧情概要
该剧以20世纪80年代为背景，讲述100路公车车乘务员英礼和钟熙之间珍贵的友谊，以及围绕着两位朋友命中注定的男人在弼展开的动人初恋。

## 演员阵容

### 主要人物
- 金多美 饰演 高英礼

清雅运输公司100路公车的模范乘务员，虽然饱受晕车之苦，但为了帮助母亲维持生计，她每天都会登上公车，也是一个朝着大学升学梦想努力奋进的韩国式长女。英礼看起来诚实、聪明伶俐、富有感性，可一旦较起真来，谁也拦不住她。如果有逃票、耍赖的乘客，她就算追到天涯海角也要把票钱追回来，是个比真正的疯子还可怕的“隐隐的疯子”。
- 辛叡恩 饰演 徐钟熙

天生的“Girl Crush”公车乘务员，极具魅力且热情满满，她像彗星一样出现在清雅运输公司。钟熙渴望摆脱不幸的家庭环境，在落脚的清雅运输公司结识了人生挚友英礼，由此建立起了深厚的友谊。
- 許楠儁 饰演 韩在弼

英礼和钟熙命中注定的初恋对象，含着金汤匙出生的百货公司老板儿子，光看外表就是一副富家公子哥儿的模样，在同学中也被称作“白马王子富二代”。然而与他光鲜亮丽的外表不同，他的内心因伤痛而千疮百孔，正处于叛逆的青春期。

### 其他人物
- 李元鄭 饰演 马尚哲[6]
- 金正賢 饰演 郑贤[7]
- 李姃垠 饰演 高英礼的母亲[8]
- 李在源[9]

## 制作
崔宇植曾被媒体误报参演该剧，与金多美二度合作，其经纪公司随即否认该消息。